# Jan Suda (politik)
Jan Suda (25. října 1838 Písek – 3. ledna 1910 Písek) byl rakouský a český pedagog a politik, v 2. polovině 19. století poslanec Říšské rady.

## Biografie
Působil jako profesor na reálné škole v Písku. Byl středoškolským pedagogem na písecké reálce od jejího založení po 38 let. V roce 1899 odešel na penzi. Publikoval historické a etymologické studie.
Angažoval se i ve vysoké politice. V doplňovacích volbách roku 1880 se místo Lamberta Hesslera stal poslancem Českého zemského sněmu. Reprezentoval městskou kurii, obvod Písek. Mandát zde obhájil ve volbách v roce 1883. Rezignoval roku 1885.
Působil taky jako poslanec Říšské rady (celostátního parlamentu Předlitavska), kam usedl ve volbách roku 1879 za kurii městskou v Čechách, obvod Písek, Domažlice atd. Ve volebním období 1879–1885 se uvádí jako Johann Suda, profesor na reálné škole, bytem Písek.
Do parlamentu nastoupil jako český národní poslanec. Po volbách v roce 1879 se na Říšské radě připojil k Českému klubu (jednotné parlamentní zastoupení, do kterého se sdružili staročeši, mladočeši, česká konzervativní šlechta a moravští národní poslanci). Sám byl členem staročeské strany. Ovšem seznam nově zvolených poslanců v listu Das Vaterland ho naopak řadí mezi mladočechy.
Zemřel v lednu 1910.